# Hermann Höcherl

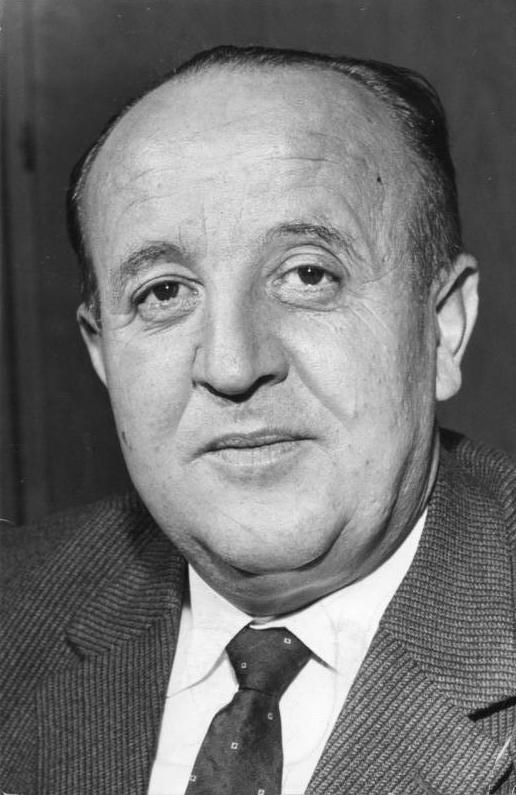
Hermann Höcherl (1961)

Hermann Höcherl (* 31. März 1912 in Brennberg bei Regensburg; † 18. Mai 1989 in Regensburg) war ein deutscher Politiker der CSU. Er war von 1961 bis 1965 Bundesminister des Innern und von 1965 bis 1969 Bundesminister für Ernährung, Landwirtschaft und Forsten.

## Leben und Beruf
Höcherl, der römisch-katholischen Glaubens war, wuchs in Loibling (Gemeinde Trasching, heute Ortsteil der Stadt Roding im Landkreis Cham) bei seinem Großvater auf. Nach dem Abitur 1931 auf der Oberrealschule in Landshut absolvierte Höcherl ein Studium der Rechts- und Staatswissenschaften in Berlin, Aix-en-Provence und München, welches er 1934 mit dem Referendarexamen abschloss. Nach dem Referendariat bestand er 1938 die Große Juristische Staatsprüfung.
Höcherl war seit seinem Studium Mitglied der Burschenschaft Babenbergia München, heute Münchener Burschenschaft Franco-Bavaria.
Er war dann bis 1940 Gerichtsassessor in Regensburg und anschließend bis 1945 Staatsanwalt, unterbrochen durch den Kriegsdienst als Leutnant und Batteriechef an der Ostfront im Zweiten Weltkrieg.
Nach dem Krieg war Höcherl zunächst Gelegenheitsarbeiter im Rohrleitungsbau. 1948 wurde er als Rechtsanwalt zugelassen. 1950 trat er als Staatsanwalt am Landgericht Deggendorf erneut in den bayerischen Staatsdienst. 1951 bis 1953 war er Amtsgerichtsrat und Vorsitzender des Schöffengerichts in Regensburg. In den 1950er Jahren war er stellvertretender Vorsitzender des Verwaltungsrates der Sparkasse Regensburg-Land.

## Parteien
Höcherl, der von 1931 bis 1932 Mitglied der NSDAP war, trat zum 1. Mai 1935 der Partei erneut bei (Mitgliedsnummer 3.652.084).
Seit 1949 war er Mitglied der CSU und wurde bald Mitglied des Bezirksvorstandes Oberpfalz. 1952 wurde er in den Landesvorstand seiner Partei gewählt.
Höcherl gehörte dem Auswahlgremium der beiden Unionsparteien an, das am 24. Februar 1959 Ludwig Erhard als neuen Bundespräsidenten vorschlug; Erhard war allerdings nicht zur Übernahme dieses Amtes bereit.

## Abgeordneter
Seit 1952 war Höcherl Mitglied des Kreistages im Landkreis Regensburg und dort Vorsitzender der CSU-Fraktion.
Von 1953 bis 1976 war er Mitglied des Deutschen Bundestages. Hier war er 1957 bis 1961 Vorsitzender der CSU-Landesgruppe und stellvertretender Vorsitzender der CDU/CSU-Bundestagsfraktion. Von 1969 bis 1972 war er stellvertretender Vorsitzender der CSU-Landesgruppe und zugleich Vorsitzender des Vermittlungsausschusses. Vom 21. Januar 1971 bis 1976 war Höcherl Vorsitzender des Arbeitskreises Haushalt, Steuern, Geld und Kredit der CDU/CSU-Fraktion.
Höcherl ist stets als direkt gewählter Abgeordneter des Wahlkreises Regensburg in den Bundestag eingezogen.

## Öffentliche Ämter

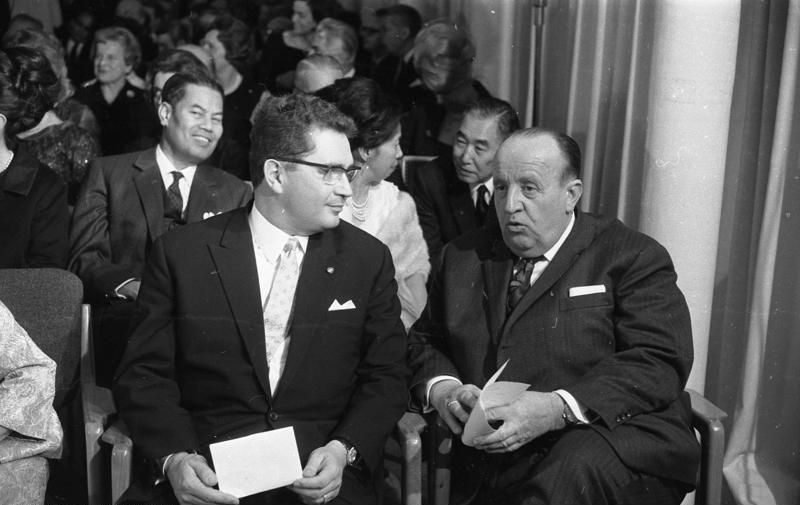
Bundeslandwirtschaftsminister Hermann Höcherl (rechts)

Nach der Bundestagswahl 1961 wurde er am 14. November 1961 als Bundesminister des Innern in die von Bundeskanzler Konrad Adenauer geführte Bundesregierung berufen. Dieses Amt behielt er zunächst auch unter Bundeskanzler Ludwig Erhard. Nach der Bundestagswahl 1965 wurde er am 26. Oktober 1965 zum Bundesminister für Ernährung, Landwirtschaft und Forsten ernannt. In diesem Amt gehörte er auch dem von Bundeskanzler Kurt Georg Kiesinger geführten Kabinett der Großen Koalition an. Nach der Bundestagswahl 1969 schied er am 21. Oktober 1969 aus der Bundesregierung aus.
Massive Kritik bis hin zu Rücktrittsforderungen trug ihm ein, wie er sich Anfang September 1963 während der Abhöraffäre als Bundesminister des Innern dazu äußerte, dass das Bundesamt für Verfassungsschutz unter Verstoß gegen das Telefongeheimnis des Grundgesetzes Telefonabhörmaßnahmen durch alliierte Dienststellen hatte vornehmen lassen: „Die Beamten können nicht den ganzen Tag mit dem Grundgesetz unter dem Arm herumlaufen.“

## Ehrungen
- 1959: Bayerischer Verdienstorden
- 1965: Großkreuz des Verdienstordens der Italienischen Republik
- 1967: Großkreuz des Verdienstordens der Bundesrepublik Deutschland
- 1968: Großkreuz des Falkenordens
- 1969: Orden wider den tierischen Ernst
- 1970: Große Goldene Staatsmedaille des Bayerischen Landwirtschaftsministeriums
- 1982: Silberne Bürgermedaille der Stadt Regensburg
- 1986: Bayerische Verfassungsmedaille in Gold
- Ehrenring des Landkreises Regensburg
- Ehrenbürgerwürde von Brennberg

## Veröffentlichungen
- Die Welt zwischen Hunger und Überfluß. Eine agrarpolitische Bilanz im technischen Zeitalter. Seewald, Stuttgart 1969.
- mit Alex Möller, und Werner Mertes: Erfahrungen. Kritik am Bundestag und was drei MdB a. D. dazu sagen. Bonn 1976.
- Ich bin der Waldbauernbub geblieben. In: Rudolf Pörtner: Mein Elternhaus. Ein deutsches Familienalbum. Wien 1984, S. 143–147.
- Ist der Deutsche Bundestag seiner Aufgabe gerecht geworden? In: Aus Politik und Zeitgeschichte. 1985, Heft 6/85, S. 11–15.
- Bewährungsprobe für die Marktkräfte. In: Orientierungen zur Wirtschafts- und Gesellschaftspolitik. Bonn 1988.

## Hermann Höcherl als Namensstifter
- Hermann-Höcherl-Schule (Staatl. Berufsschule Regensburg am BSZ Regensburger Land)